# Great Somerford
Great Somerford é um vilarejo localizado dentro do Vale Dauntsey, em Wiltshire, e próximo do rio Avon.